# Physalis angustifolia
Espèce
Physalis angustifolia est une espèce de plantes à fleurs de la famille des Solanaceae. Elle est originaire du littoral du golfe du Mexique, au Sud-Est des États-Unis, où on la trouve sur les dunes et les sables maritimes.

## Description
Physalis angustifolia est une géophyte vivace ou rhizomateuse.

## Systématique
Le nom correct complet (avec auteur) de ce taxon est Physalis angustifolia Nutt..